# 9-Hydroperoxy-10,12,15-octadecatriensäure
9-Hydroperoxy-10E,12Z,15Z-octadecatriensäure (9-HPOT) ist eine konjugierte Fettsäure mit einer Hydroperoxid-Funktion und kommt natürlich als biosynthetisches Intermediat vor, das durch Oxidation von Linolensäure entsteht. Ein ebenfalls vorkommendes Isomer ist die 13-Hydroperoxy-9,11,15-octadecatriensäure. Auch Linolsäure bildet analoge Hydroperoxide.

## Vorkommen und Bedeutung

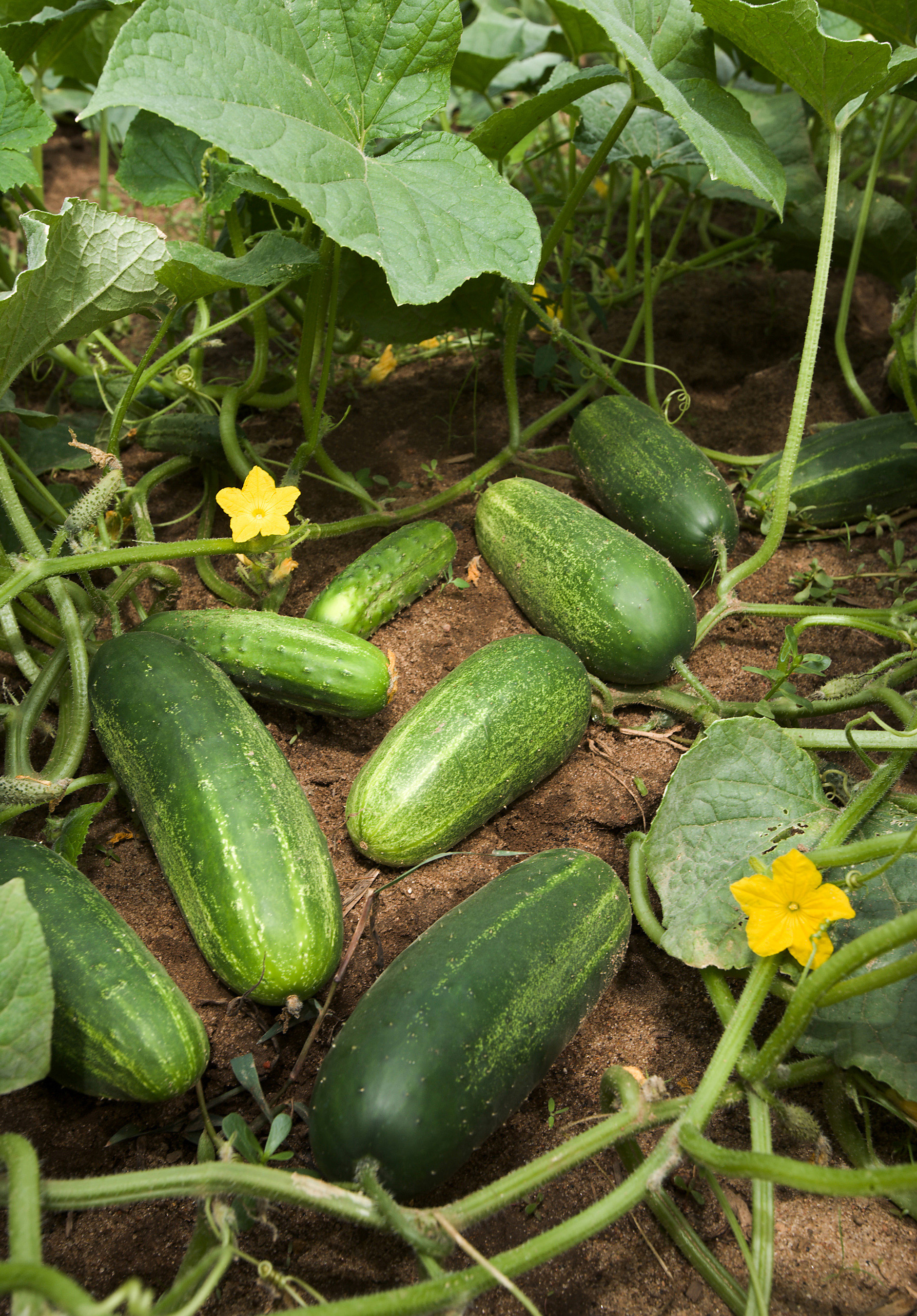
9-HPOT ist ein biosynthetisches Intermediat in der Gurke

9-HPOT ist ein Intermediat bei verschiedenen biosynthetischen Prozessen in Pflanzen, insbesondere der Bildung von Oxylipinen. Verbindungen, die so gebildet werden, sind unter anderem Hydroxy-Verbindungen, Epoxyhydroxy-Verbindungen, Aldehyde, Ketone und Divinylether.
Durch eine Hydroperoxid-Lyase kann 9-HPOT beispielsweise in 9-Oxononansäure und (E,Z)-Nona-2,6-dienal bzw. (Z,Z)-Nona-3,6-dienal gespalten werden. Eine Hydroperoxid-Lyase, die selektiv 9-Hydroperoxide spaltet – also 9-HPOT und das analoge Derivat der Linolsäure, 9-Hydroperoxy-10,12-octadecadiensäure (9-HODE) – kommt beispielsweise in Gurken vor. Eine andere Hydroperoxid-Lyase, die bevorzugt 9-HPOT umsetzt, kommt in der Zuckermelone (Cucumis melo) vor. Diese reagiert aber auch – langsamer – mit 9-HODE und noch langsamer mit den isomeren 13-HPOT und 13-HODE.

## Biosynthese
Die Verbindung wird durch eine Lipoxygenase aus Linolensäure gebildet.